# Eyres-Moncube
Eyres-Moncube település Franciaországban, Landes megyében. Lakosainak száma 347 fő (2022. január 1.). Eyres-Moncube Audignon, Coudures, Dumes, Montsoué, Sainte-Colombe, Saint-Sever és Sarraziet községekkel határos.

## Népesség
A település népességének változása:
| Lakosok száma | 386  | 301  | 317  | 368  | 373  | 376  | 365  | 355  | 353  | 347  |
|               | 1968 | 1982 | 1990 | 2006 | 2013 | 2015 | 2017 | 2019 | 2020 | 2022 |